# Zvířátka a Petrovští
Zvířátka a Petrovští (wat zoiets betekent als "De dieren en de roversbende") is een sprookje geschreven door Václav Říha, pseudoniem van Václav Tille (1867-1937). Het vertelt het verhaal van een groep boerderijdieren die voorkomt dat hun eigenaar vanwege schulden zijn boerderij en zijn dieren moet verkopen. De bewerking tot animatiefilm in 1946 leverde de Tsjechische (animatie)filmindustrie een Gouden Palm en internationale erkenning op.

## Inhoud
Er was eens een boerderij waar een man woonde met zijn dochter Zdenička. Op de boerderij leefden verschillende schapen, en daarnaast de eend Linduska, de haan Kokrháč, de kat Mack, de geit Nebojsa en de hond Voříšek. Op een dag kwamen de autoriteiten langs, die de boer verplichtten om voortaan belasting te betalen over de grond van zijn boerderij. Omdat de boer daar het geld niet voor had, moest de boer zijn schuld betalen door zowel zijn boerderij als zijn dieren te verkopen. 
Aan de vooravond van de dag waarop ze verkocht zouden worden, besloten de dieren dat ze, in plaats van een nieuwe eigenaar te dienen, liever de wijde wereld in wilden trekken. En zo vertrokken ze. Toen het onderweg begon te regenen, vloog de haan de boom in en zag hij een lichtje in de verte. De dieren besloten op het licht af te gaan en vonden een huisje. 
De geit Nebojsa werd als verkenner vooruit gestuurd. Hij keek door het raam en zag rond een tafel een groep rovers zitten, die een buit aan het verdelen was. Tijdens het verdelen sloeg de roverhoofdman zo hard met zijn vuist op tafel dat Nebojsa van schrik met zijn hoorns het raam kapot tikte. De rovers kregen de schrik van hun leven van het zien van de harige geitenkop van Nebojsa, omdat ze dachten dat ze een duivel zagen. Ze vluchtten hierop weg van het huisje zonder hun buit mee te nemen. De dieren betraden hierop het huisje en besloten er te overnachten. 
Diep in de nacht kwam de roversbende terug. Een van hen, de rover Honzo, werd vooruitgestuurd om te kijken of de kust veilig was. De rover Honzo klom het huisje voorzichtig binnen, maar botste daarbij tegen een schaap dat lag te slapen. Het schaap begon luid te mekkeren en maakte de andere dieren wakker. Van al die dierengeluiden werd de rover Honzo zo bang dat hij voorgoed verdween, en de rest van de rovers met zich meenam. 
De volgende ochtend haastten de dieren zich terug naar de boerderij met de tassen vol met geld van de rovers. De boer en zijn dochter Zdenička konden met het geld hun schulden afbetalen en in hun boerderij blijven wonen. Als dank verzorgde de boer zijn dieren met alle liefde tot aan zijn dood. 

## Bewerkingen
In 1946 verfilmde regisseur Jiří Trnka het sprookje als animatiefilm van acht minuten, en won daarmee een Gouden Palm in de categorie "korte film" op het filmfestival in Cannes van 1946.  
De Tsjechische actrice Dagmar Havlová vertelde het sprookje voor de Tsjechische televisie.  
Otmar Mácha liet zich door het sprookje inspireren, en schreef de kinderopera Zvířátka a loupežníci (Nederlands: Dieren en rovers). 